# ギャンブル宝典
『ギャンブル宝典』（ギャンブルほうてん）は、キューブリックが発行していた月刊誌。

## 概要
ギャンブル全般の情報・攻略を扱う専門雑誌。競馬・ロトくじなどほか、競艇や競輪、オートレースなどの公営競技・パチンコ・株式投資など多岐にわたる内容を扱う。
「運がなければ当たらない」をコンセプトに、占いを攻略の土台にした国内初の開運系ギャンブル総合誌で、九星やカバラ占術などが全体の攻略法に取り入れられている点が最大の特徴。
前身誌は、太田出版より1994年5月に創刊された『ギャンぶる大帝』。その後、1998年に『ギャンぶる大帝』誌のスタッフが独立し、英知出版から『ギャンブル宝典』に改題して新創刊。その後、編集・営業スタッフで設立した株式会社キューブリックより発売を継続した。
毎月19日発売だったが、月刊誌としては2018年9月発売の10月号をもって休刊。翌月の10月19日からは『ギャンブル帝王』の名称で、全国のコンビニやスーパーに設置されているマルチプリンターや版元直販の定期購読などで情報提供を継続している。
編集長は『ギャンぶる大帝』を創刊した岡田穣（ゆたか）が『宝典』に変わった後も引き続き務め、現行の『ギャンブル帝王』でも編集責任者を務めている。
占いの監修は、『ギャンぶる大帝』創刊から数年が中山雲水氏、その後は現在の『帝王』に至るまで小野十傳氏が務めている。

## 関連雑誌
兄弟誌として、ロトくじやナンバーズやtotoなどを専門に扱う月刊誌『ロト・ナンバーズ当選倶楽部』があった。
『ロト・ナンバーズ当選倶楽部』は、2001年2月に『toto&ロト宝典』として創刊され、2004年1月に『ギャンブル宝典Special』に改題、2010年1月に現行誌名に改題された。
毎月5日発売であったが、月刊誌としては2018年9月発売の10月号をもって休刊、翌月10月1日以降は『ロト・ナンバーズ当選倶楽部』の名称で全国コンビニやスーパーに設置されているマルチプリンターで情報提供を継続している。